# 格林氏獅子魚
格林氏獅子魚，為輻鰭魚綱鮋形目杜父魚亞目獅子魚科的其中一種，分布於北太平洋區，從指揮官群島、阿留申群島至美國華盛頓州海域，棲息深度可達15公尺，為底棲性魚類，體長可達31公分，生活在沿岸的潮池，屬肉食性，生活習性不明，可作為觀賞魚。

## 擴展閱讀
維基物種上的相關：格林氏獅子魚